# NGC 3204
NGC 3204 é uma galáxia espiral barrada (SBb) localizada na direcção da constelação de Leo. Possui uma declinação de +27° 49' 02" e uma ascensão recta de 10 horas, 20 minutos e 11,2 segundos.
A galáxia NGC 3204 foi descoberta em 24 de Dezembro de 1827 por John Herschel.